# Коалвуд (Западна Вирџинија)
Коалвуд је бивше насеље у Западној Вирџинији. Некада је Коалвуд био рударски градић у близини рудника угља. Град је основан 1905. Рудник угља је затворен 1986. На свом врхунцу насеље је 1960их, градић је имао 2000 становника. На попису 1990. у насељу је живело само 900 особа.
Коалвуд је чувен као родно место Хомера Хикама, Насиног инжењера и једног од Ракетних дечака, по чијем је доживљају снимљен филм „Октобарско небо“